# Akalotz
Akalotz ist eine deutsche EBM-/Electro-Band aus Kaiserslautern, die 2007 von Thorsten Haury gegründet wurde. Die Musik des Duos kombiniert harte, rhythmusorientierte EBM-Beats mit melodischen Dark-Electro-Elementen. Bislang erschienen drei Studioalben sowie mehrere Singles.

## Geschichte
Die Band wurde 2007 von Thorsten Haury und Alex gegründet, die bereits zuvor gemeinsam elektronische Musik machten. Erste Konzerte fanden im kleinen Rahmen statt. Ab 2013 trat die Band vermehrt auf Festivals der EBM-Szene auf, etwa beim „Familientreffen“ in Sandersleben. Im selben Jahr verließ Alex die Band und wurde durch Nico Klenner ersetzt.
2014 erschien das Debütalbum Shift to Evil beim Label Electro Arc. Es wurde von der Szene als kraftvolle Oldschool-EBM-Veröffentlichung wahrgenommen. 2017 folgte das zweite Album Confront auf Electro Aggression Records mit 16 neuen Tracks und fünf Remixen.
Nach einer längeren Schaffenspause erschien 2024 das dritte Album Angry Body Machine beim Label Scanner (Dark Dimensions Label Group). Vorab wurde die Single Savage veröffentlicht. Die Veröffentlichung wurde von Auftritten begleitet, u. a. auf dem Darkest Night Festival in Belgien.

## Stil
Akalotz spielen einen Stil zwischen EBM, Electro und Industrial. Ihre Musik ist geprägt von harten, maschinellen Rhythmen, aggressiven Shouts und düsteren elektronischen Klanglandschaften. Kritiker beschreiben ihren Stil als Rückbesinnung auf klassische EBM mit modernen Einflüssen und vergleichen die Band u. a. mit Front 242, Front Line Assembly und Signal Aout 42.

## Diskografie

### Alben
- 2014: Shift to Evil (Electro Arc)
- 2017: Confront (Electro Aggression Records)
- 2024: Angry Body Machine (Scanner)

### Singles
- 2024: Savage (Scanner)